# Martin Heß (Geograph)
Martin Heß (* 1965) ist ein deutscher Wirtschaftsgeograf. 

## Leben
Er studierte Wirtschaftsgeographie, Soziologie und Raumplanung in Bamberg und München. 1992 legte er sein Diplom ab, 1998 wurde er zum Dr. oec. publ. promoviert. Von 1992 bis 1998 war er wissenschaftlicher Mitarbeiter am Institut für Wirtschaftsgeographie, Seminar für internationale Wirtschaftsräume und betriebliche Standortforschung der Ludwig-Maximilians-Universität München bei Hans-Dieter Haas. Ab 1998 war er wissenschaftlicher Assistent am selben Institut. Er ist Lecturer an der University of Manchester. Heß veröffentlicht unter anderem zur Wirtschaftsstruktur Bayerns, zur Internationalisierung der Wirtschaft und zur ostdeutschen Schienenfahrzeugindustrie.